# Reece Ritchie
Reece Ritchie (* 23. Juli 1986 in Lowestoft, Suffolk) ist ein britischer Schauspieler.

## Leben
Reece Ritchie wurde als zweites von drei Kindern eines aus Durban in Südafrika stammenden Vaters und einer britischen Mutter geboren. Seine um ein Jahr jüngere Schwester Ria Ritchie (* 1987) ist heute als Contemporary-R&B-Sängerin tätig.
Seine Schulbildung genoss Ritchie an der Benjamin Britten High School in seiner Heimatstadt Lowestoft. Danach sammelte er erste Schauspielerfahrungen am National Youth Theatre in London.
Seine erste Filmrolle bekam er 2007, als er im Fernsehfilm Saddam’s Tribe den jungen Ali Hasan al-Madschid verkörperte. Nur ein Jahr später, 2008, erfolgte der Durchbruch, als er in Roland Emmerichs 10.000 B.C. in einer kleinen Nebenrolle zu sehen war. 2014 war Ritchie  in Hercules als Iolaos zu sehen und von 2019 bis 2021 als Zed in der Serie The Outpost.

## Filmografie
- 2007: The Bill (Fernsehserie, Episode S23.E63)
- 2008: 10.000 B.C. (10,000 BC)
- 2008: Silent Witness (Fernsehserie, Episoden 12x07 und 12x08)
- 2009: Triage
- 2009: In meinem Himmel (The Lovely Bones)
- 2010: Prince of Persia: Der Sand der Zeit (Prince of Persia: The Sands of Time)
- 2012: Hochzeitsnacht mit Hindernissen (All In Good Time)
- 2012: White Heat (Mini-Serie, 6 Episoden)
- 2014: Wüstentänzer (Desert Dancer)
- 2014: Hercules
- 2017: Lies We Tell: Gefährliche Wahrheit (Lies We Tell)
- 2019–2021: The Outpost (Fernsehserie)